# جان گری (کارگردان)
جان گری (انگلیسی: John Gray؛ زادهٔ ۱۹۵۸) یک نویسنده، فیلم‌نامه‌نویس، و کارگردان اهل ایالات متحده آمریکا است.